# Święto Welesa
Święto Welesa, Welesowe, Dzień Welesa – święto ku czci słowiańskiego boga Welesa, obchodzone przez rodzimowierców słowiańskich w lutym.

## Zwyczaje
W trakcie święta zanosi się modły do Welesa o opiekę nad zwierzętami gospodarskimi oraz o zdrowie, składając ofiary z mleka. Ważną częścią święta jest biesiada odbywająca się w pobliżu miejsca kultowego (np. świątyni), w trakcie której surowo zabronione jest spożywanie mięsa cielęcego. Głównym daniem spożywanym w trakcie Welesowego jest obficie przyprawiana tłuszczem kasza. Obchodom towarzyszy często organizacja rytualnych walk.
Święto obchodzi się w okolicach 11 lub 24 lutego.
W warszawskim Domu Kultury Świt od 2017 odbywa się Ogólnopolskie Święto Welesa, organizowane przez Stowarzyszenie Rodzimowierców Pomorskich „Jantar” oraz gromadę Drzewo Przodków przy współpracy z Wioską Żywej Archeologii, którego stałym elementem są wykłady oraz panele dyskusyjne.

## Pochodzenie święta

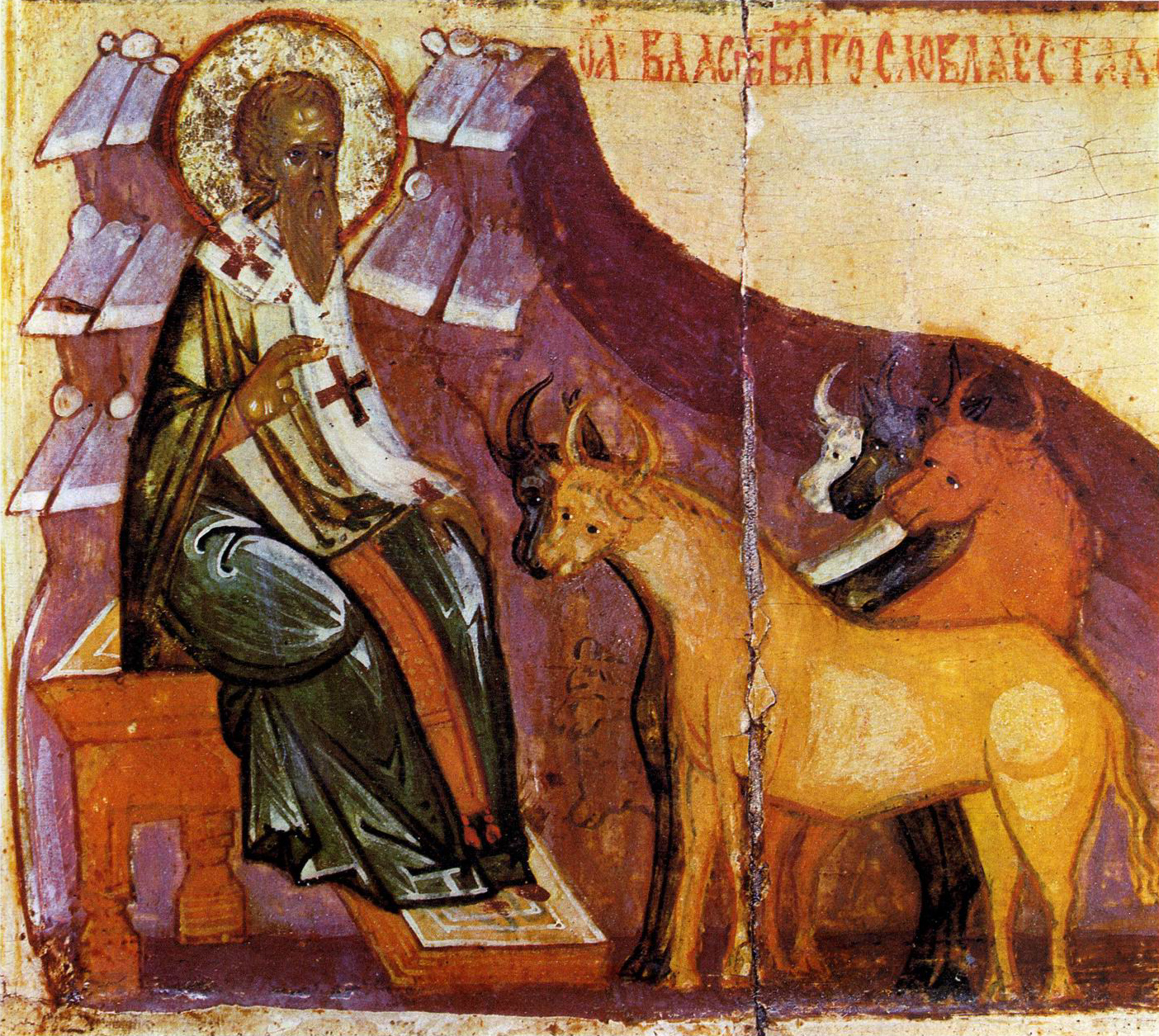
Święty Błażej z bydłem

Podobnie jak inne święta rodzimowiercze, dzień Welesa oparty jest na folklorze. W ludowej obrzędowości chrześcijańskiej świętu Welesa odpowiada dzień świętego Błażeja. W tradycji prawosławnej święty Błażej jest opiekunem bydła, a jego święto wypada 11/24 lutego; wierzy się również, że zwycięża on nad Zimą-Marzanną. Z kolei w tradycji katolickiej święty patronuje chorobom gardła, a w jego dzień święci się mające od nich chronić jabłka oraz świece zwane błażejkami; wypada ono 3 lutego. Kawałki jabłek poświęconych w dzień św. Błażeja dawano niegdyś również bydłu.